# Jean Magon de la Lande
Pour les autres membres de la famille, voir Famille Magon.
Jean Magon de La Lande (1641-1709), conseiller-secrétaire du roi, négociant armateur au commerce et à la course à Saint-Malo, il était considéré comme le premier des négociants de la ville au XVIIe siècle. 

## Biographie
Jean Magon de La Lande est le fils aîné de Nicolas Magon de La Lande (1604-1661) et de Perrine Grout de La Ville-Jacquin, et le neveu de Jean Magon de la Fontaine-Roux et d'Alain Magon de La Gervaisais. Négociant à Saint-Malo de 1668 à sa mort, il est anobli comme conseiller-secrétaire du roi entre 1675 et 1700.
De son union en 1668 avec Laurence Eon de la Baronnie (1650-1728, fille de Nicolas Eon de la Baronnie et Hélène de Launay, dame de la Ville-David), il eut seize enfants survivants parmi lesquels :
- Françoise, née en 1669, épouse en 1689 Claude Loz, comte de Beaulieu, sénéchal de Quimper.
- Nicolas II Magon de La Chipaudière
- Jean (1671-1712) chanoine du chapitre cathédral et grand vicaire de Saint-Malo
- Alain Magon de la Terlaye (1676-1748), lieutenant général des armées du roi
- Hélène, née en 1678, épouse en 1701 le marquis Pierre de Lambilly, conseiller au Parlement de Bretagne
- François-Auguste Magon de la Lande
- Luc Magon de la Balue, marié à Hélène Pélagie Porée de La Touche
- Jeanne née en 1686 épouse en 1709 René Le Sénéchal de Carcado, lieutenant général des armées du roi et neveu d'Eustache Le Sénéchal de Carcado

Son frère cadet, né en 1644, fut envoyé à Cadix vers l'âge de quinze ans, au lendemain de la paix des Pyrénées et il s'y forma d'abord aux côtés de son frère aîné, jusqu'au retour à Saint-Malo vers 1674, à trente ans. Il fut fait secrétaire du roi auprès du parlement de Bretagne, par provisions du 28 juin 1674, l'année au cours de laquelle il fut anobli. Il fit en 1694 un don de 15 200 livres à l'hôpital de la ville.
Sa succession globale se monte à près de deux millions de livres.